# Wahid Abbasow
Wahid Wagif ogly Abbasow (serbisch Вахид Аббасов, Vahid Abbasov; russisch Вахид Вагиф оглы Аббасов, Wachid Wagif ogly Abbassow; aserbaidschanisch Vahid Vaqif oğlu Abbasov; * 6. Juni 1997 in Alexandrowka, Oblast Samara, Russland) ist ein russischer, jetzt serbischer Boxer aserbaidschanischer Nationalität.

## Karriere
Abbasow begann in Russland mit dem Boxsport und gewann 2013 Silber im Leichtgewicht bei der Junioren-Europameisterschaft in Anapa.
2019 wurde er Russischer Vizemeister im Weltergewicht und gewann in dieser Klasse auch Gold bei der U22-Europameisterschaft desselben Jahres in Wladikawkas, wobei er im Finale gegen Harris Akbar siegte.
Im Anschluss wechselte er nach Serbien und wurde 2020 sowie 2021 Serbischer Meister im Weltergewicht. Bei der Weltmeisterschaft 2021 in Belgrad unterlag er im Viertelfinale gegen Sewon Okazawa.
2022 gewann er die Goldmedaille im Weltergewicht bei der Europameisterschaft in Jerewan, nachdem er sich jeweils gegen Eugene McKeever, Tyler Jolly, Alexandru Paraschiv und Lasha Guruli durchgesetzt hatte. Es handelte sich dabei um die erste EM-Goldmedaille eines serbischen Boxers seit 37 Jahren, als 1985 der unter jugoslawischer Flagge antretende Ljubiša Simić den Titel im Bantamgewicht gewann. 
Bei der Weltmeisterschaft 2023 in Taschkent verlor er jedoch in der Vorrunde gegen Christian Palacio. Bei den Europaspielen desselben Jahres in Krakau kam er gegen Miroslav Kapuler, Rami Kiwan, Gürgen Madojan und Makan Traoré bis in das Finale, wo er gegen Nikolai Terterjan unterlag und Silber gewann. Bei der Europameisterschaft 2024 in Belgrad gewann er Bronze.
Bei den Olympischen Spielen 2024 in Paris verlor er in der Vorrunde knapp mit 2:3 gegen den Briten Lewis Richardson.

## Sonstiges
Abbasow wurde als Angehöriger der aserbaidschanischen Volksgruppe in Russland geboren, ist Muslim und lebt in Toljatti, wo er die Sportschule Nr. 11 absolvierte. Vom russischen Boxverband erhielt er die Option, künftig für den serbischen Boxverband zu starten, mit welchem eine Zusammenarbeit bzw. ein Förderprogramm besteht. 2020 erhielt er die serbische Staatsbürgerschaft.